# St. Croix Island
St. Croix Island, auch St Croix Island geschrieben, ist die größte und namengebende von drei Inseln der St. Croix Islands in der zu Südafrika gehörenden Algoa Bay. Sie liegt 3,9 km vor der Küste von Port Elizabeth. Die Insel ist von hoher ökologischer Bedeutung als Nistplatz von Seevögeln, insbesondere der gefährdeten Brillenpinguine.

## Beschreibung
Das Eiland ist felsig und äußerst spärlich bewachsen. Der höchste Punkt liegt auf der Hälfte der Nordküste. Die Bebauung besteht lediglich aus zwei verlassenen steinernen Bungalows, die von Guanosammlern erbaut und später von der University of Port Elizabeth für Forschungszwecke genutzt wurden.

## Fauna
Mit etwa 21.000 Brillenpinguinen, die auf der Insel brüten, befindet sich dort die weltweit größte Brutkolonie dieser einzigen in Afrika vorkommenden Pinguinart. Die Population hatte ihre höchste Dichte im Jahr 1993, als dort um die 63.000 Pinguine lebten. Seitdem ist sie im Schwinden begriffen, wie es bei der Art und in Südafrika insgesamt der Fall ist, ungeachtet der Bemühungen der südafrikanischen Naturschutzorganisation SANCCOB.
Von Port Elizabeth aus werden Bootsausflüge unternommen, auf denen man die Brillenpinguine und andere Seevögel beobachten kann.

## Geschichte
Der portugiesische Seefahrer und Entdecker Bartolomeu Dias errichtete im März 1488 auf der Insel ein Kreuz und feierte dort eine Messe. Daher wird die Insel bis heute St. Croix (Heiliges Kreuz) genannt.
1891 lief eine kanadische Brigg in der Algoa Bay ein, von deren Passagieren einige an Pocken erkrankt waren. Die Besatzung und die Passagiere der Brigg wurden drei Monate lang auf St. Croix unter Quarantäne gestellt. Seit diesem Ereignis trägt die Insel auch den Namen Hospital Island.
Im Jahr 2019 wurden zahlreiche Pinguine auf St. Croix Island Opfer einer Ölverschmutzung, die vom Hafen Ngqura ausging.